# یوسف محمدعلی‌اف (روستا)

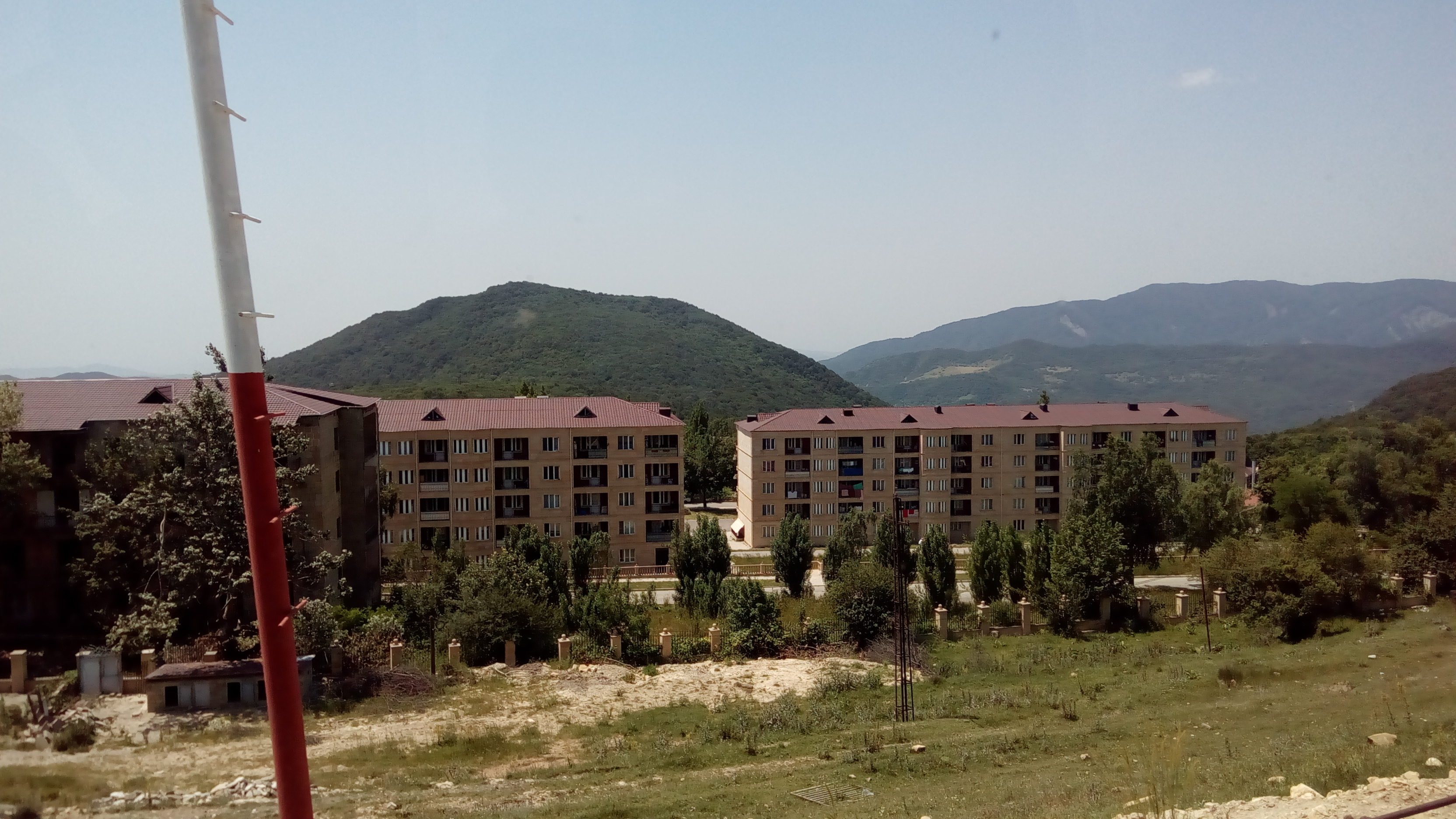
نمایی از روستای «یوسف محمدعلی‌اف» در جمهوری آذربایجان - ۲۰۱۷

یوسف محمدعلی‌اف (لاتین: Yusif Məmmədəliyev) یک روستا در  شهرستان شماخی در جمهوری آذربایجان است. این روستا به افتخار دکتر یوسف محمدعلی‌اف نامگذاری شده است.